# Haagbeuk
De haagbeuk (Carpinus betulus), helzenteer, hesselteer, steenbeuk, jukbeuk of wielboom is een 15-25 meter hoge boom uit de berkenfamilie (Betulaceae).

## Kenmerken

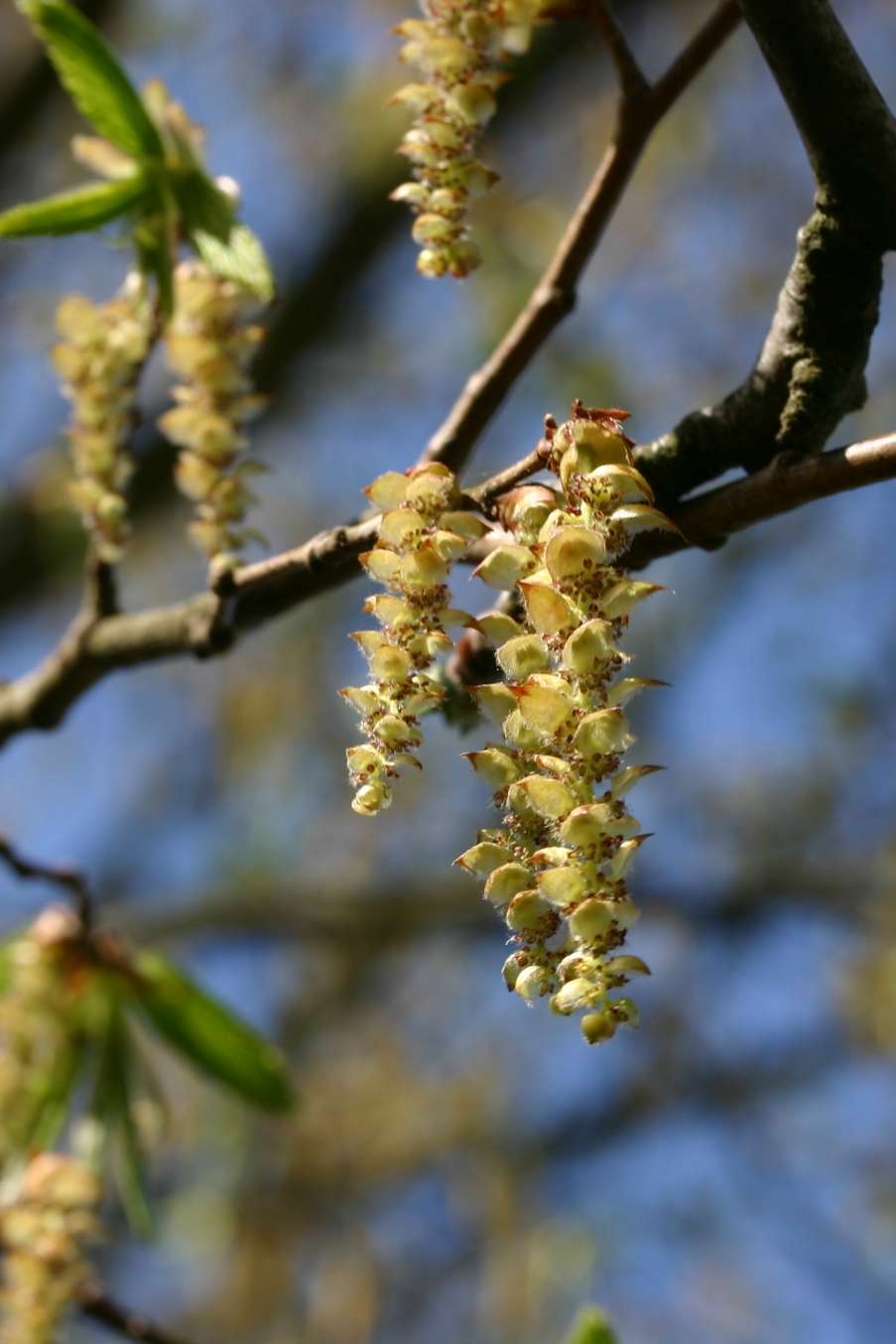
Mannelijk katje

De haagbeuk is eenhuizig: mannelijke en vrouwelijke bloemen komen op één plant voor. De boom bloeit in april en mei. Het stuifmeel wordt door de wind verspreid.
Het omhulsel van de vrucht is drie-slippig, waarbij de middelste slip duidelijk langer is dan de beide andere. De vrucht bevat een groen tot bruin zaad van 65 mg.
De kale takken zijn grijsachtig. De bladen staan hieraan verspreid. 
De gesteelde, elliptische of eironde bladeren zijn veernervig en hebben een dubbelgezaagde rand. De zijnerven van de eerste orde zijn tot aan de bladrand ongedeeld. De bladvoeten zijn rond of hartvormig en de bladtoppen spits. Waar een gesnoeide beuk 's winters de dode, bruine bladeren laat hangen, is de haagbeuk min of meer kaal. De haagbeuk loopt echter weken eerder uit dan de beuk.

## Voorkomen

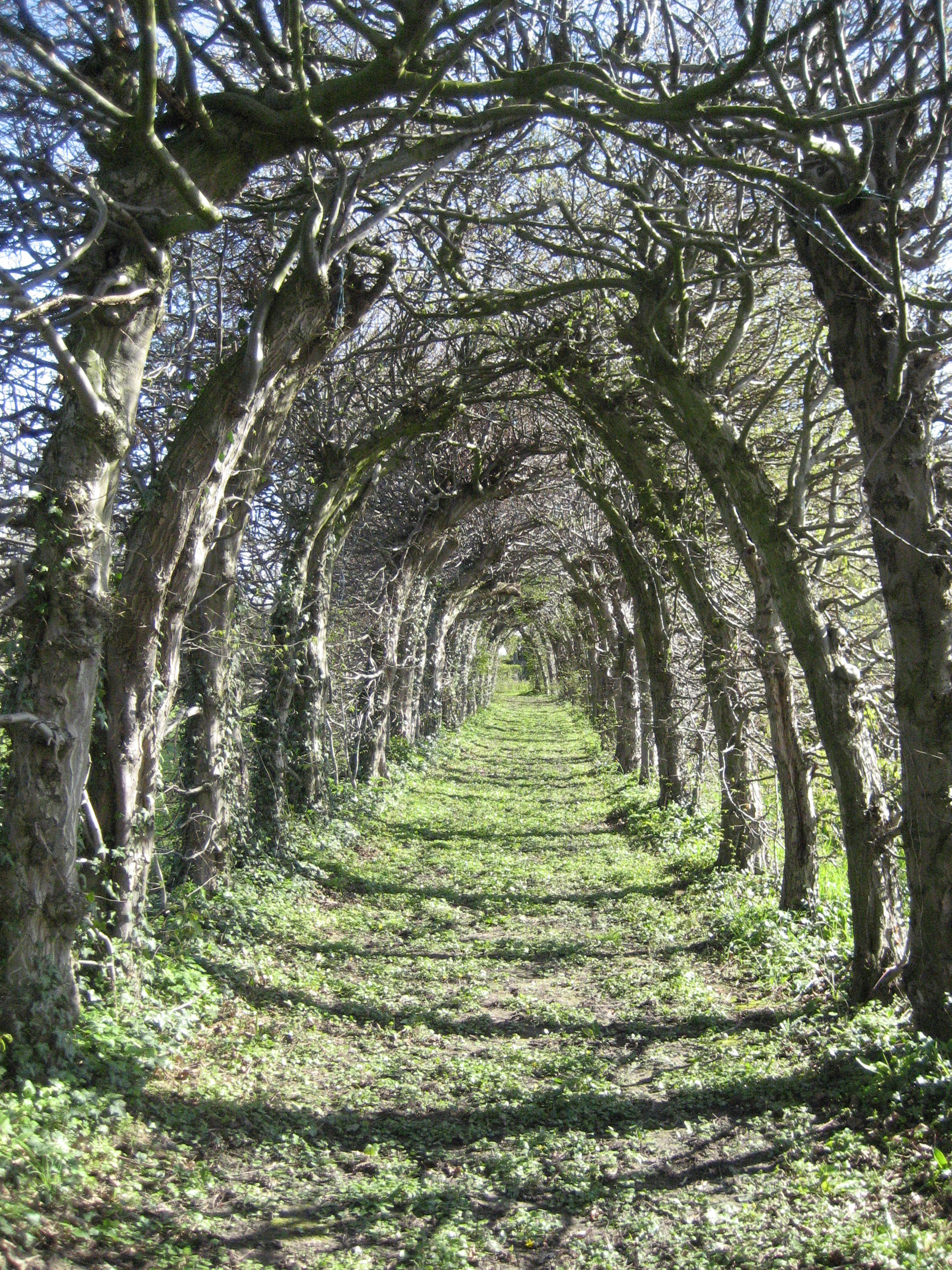
De haagbeuken van de 180 m lange haagbeuklaan van Pitet, waren in de 19de eeuw geplant (genoteerd op de lijst van geclassificeerde eigendommen van Braives, provincie Luik, België 1942)

De boom komt van nature voor in West-, Midden- en Zuid-Europa alsook in West-Azië. 
In België is de haagbeuk zeer algemeen in het Lotharings district. Elders is ze algemeen, maar zeldzaam in het maritiem district, het Vlaams district en het Kempens district. De haagbeuk ontbreekt in de Hoge Ardennen. In Herentals staat de haagbeuk in het wapenschild. De haagbeuk, die vroeger ook wel Hekelteer of Heern werd genoemd, ligt aan de oorsprong van de naam 'Herentals'.
In Nederland is de haagbeuk algemeen in Limburg (Zuid-Limburg), delen van Gelderland, delen van Noord-Brabant namelijk de Kempen.
Haagbeuk wordt vaak aangeplant als laanboom of als heg omwille van zijn verdraagzaamheid van snoei.

## Ecologie
De haagbeuk komt in het wild in heel wat bosbestanden voor. Hij geeft de voorkeur aan vochtige, voedselrijke en vaak kalkrijke bodems.

## Plantengemeenschap
De haagbeuk is een kensoort voor het Eiken-haagbeukenbos (Stellario-Carpinetum).

### Insecten
Haagbeuk is een belangrijke waardplant voor de meikever. Volwassen kevers voeden zich met de bladeren en de bloemen. De plant speelt tevens een belangrijke rol in de voortplanting van de kever. Mannelijke kevers zouden sterk gevoelig zijn voor alcoholen die vrijgesteld worden uit door vraat beschadigde bladeren. Zo kunnen ze efficiënt op zoek gaan naar de locatie van mogelijke partners. Vrouwtjes zijn niet gevoelig voor de verbindingen.
De bladeren van de haagbeuk vormen eveneens voedselbron voor een groot aantal larven van vlinders. Zo is de boom een waardplant voor larven van de Kleine wintervlinder (Operophtera brumata), haagbeukmot (Agrotera nemoralis), hazelaaruil (Colocasia coryli), Acleris cristana, Coleophora ahenella, Coleophora anatipenella, Coleophora currucipennella, Coleophora fuscocuprella, Coleophora milvipennis, Coleophora orbitella, Coleophora serratella, Coleophora siccifolia, Pamphilius marginatus, Stigmella floslactella, Stigmella microtheriella en Ypsolopha parenthesella.

### Vogels
Onder meer de appelvink en de boomklever zijn in de herfst dol op de zaden van de haagbeuk.

### Zoogdieren
Ook bosmuizen en hazelmuizen doen zich vaak te goed aan de nootjes van de haagbeuk.

## Gebruik
De haagbeuk kan goed gesnoeid worden en is daardoor zeer geschikt als haagplant. Ook de beuk (Fagus sylvatica) wordt als haag gebruikt, wat door de Nederlandse naamgeving zeer verwarrend is. Een beukenhaag is iets anders dan een haagbeukenhaag. De haagbeuk kan veel beter tegen wisselende waterstanden dan de beuk. Op klei is daarom de haagbeuk al gauw een betere keuze.
Het hout is bijzonder splijtvast. Het wordt gebruikt voor hakblokken, heien en stampers in een oliemolen, kammen in molenwielen, gereedschap en als imitatie-ebben voor piano's. Het hout is hard en taai. Het heeft een fijne nerf maar werkt veel en is gevoelig voor aantasting door houtworm.

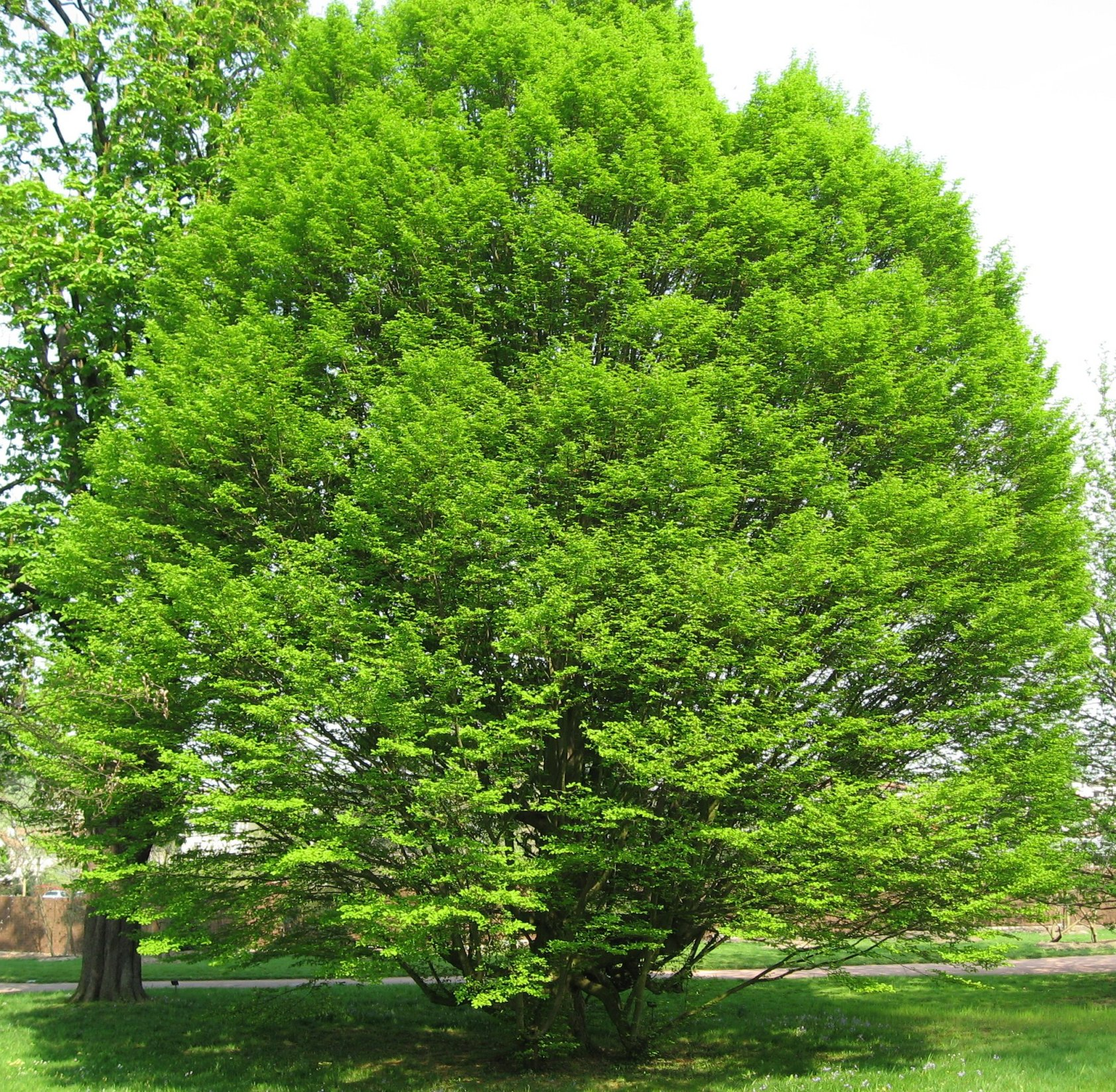

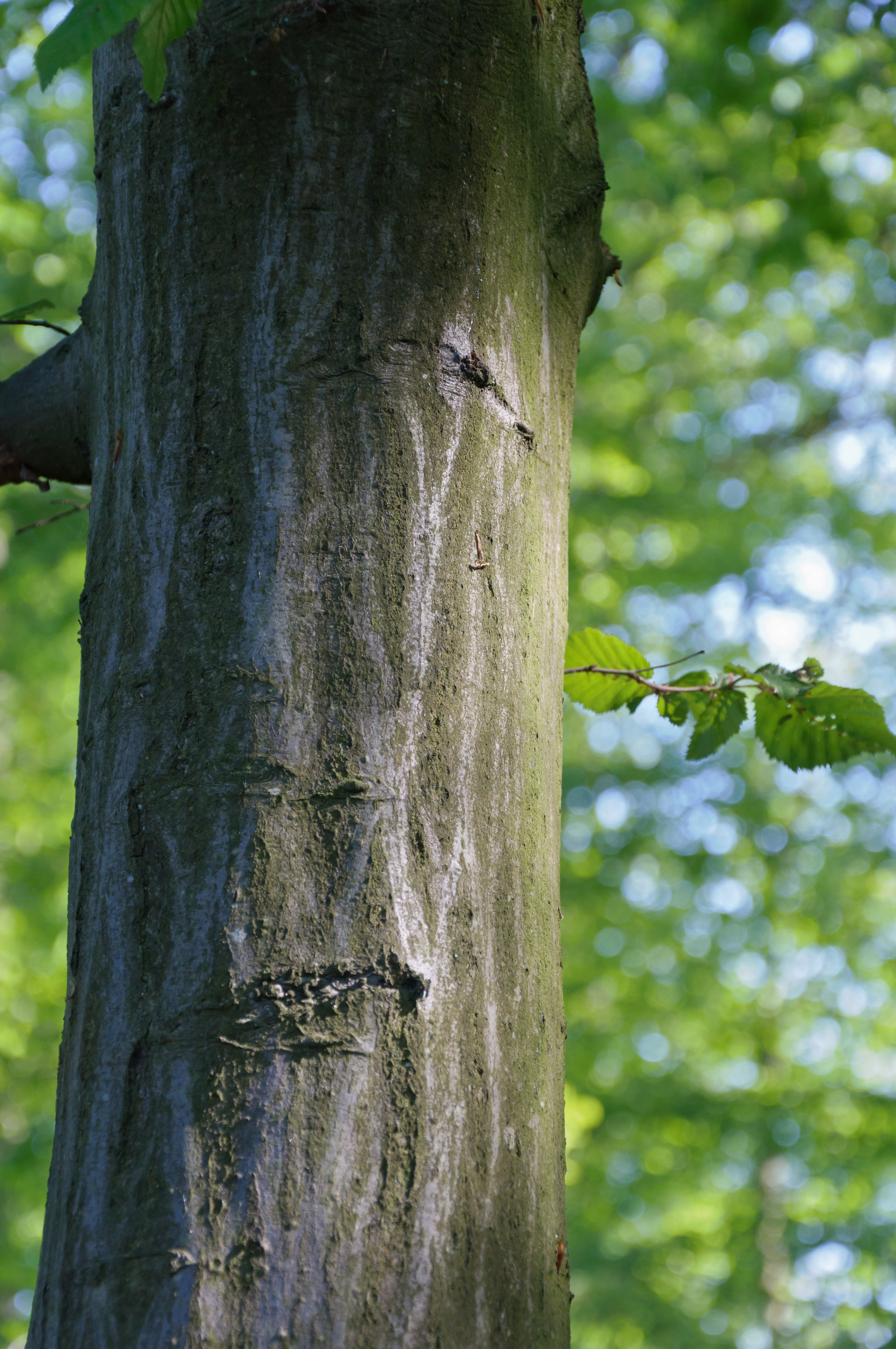
stam met gladde, grijze schors
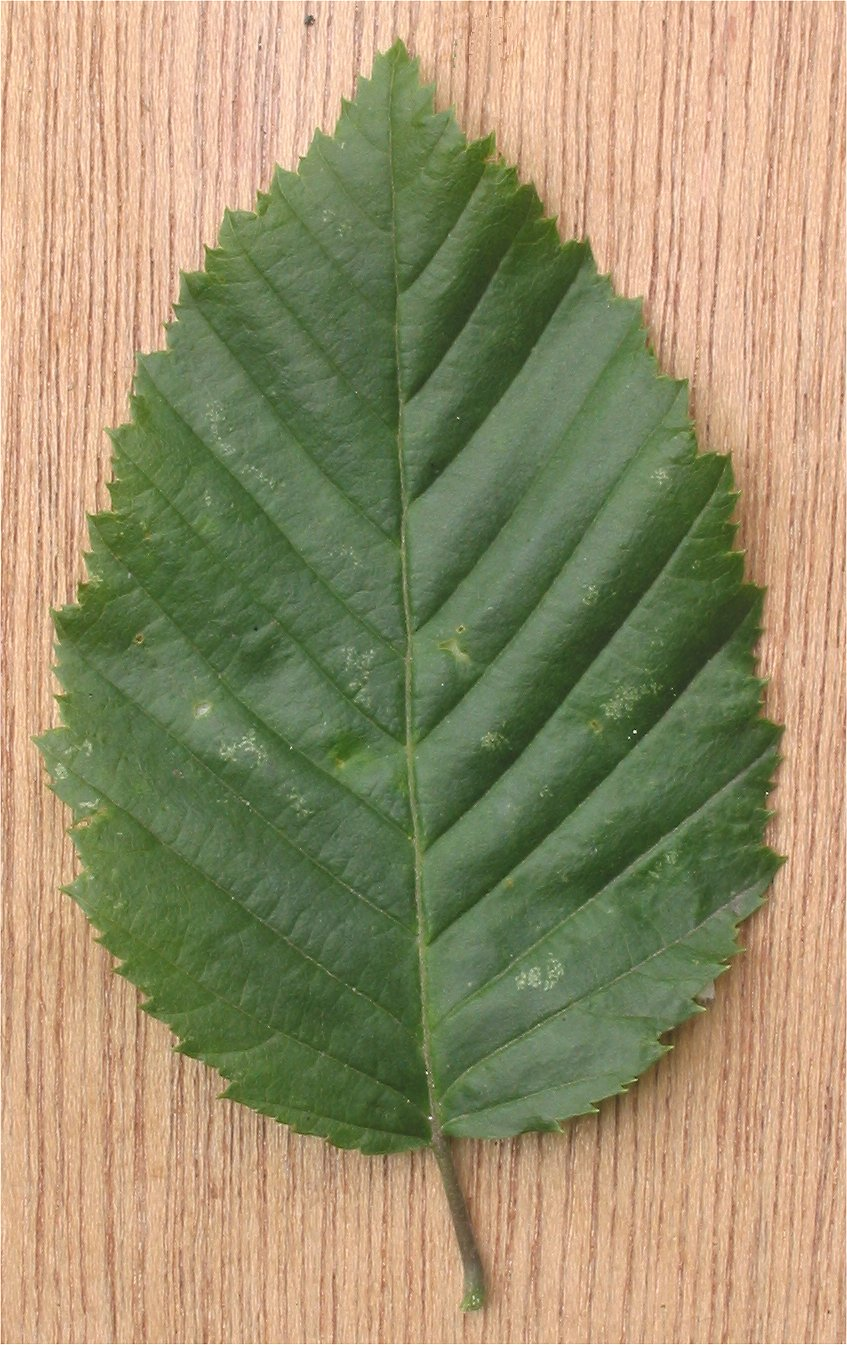
Blad
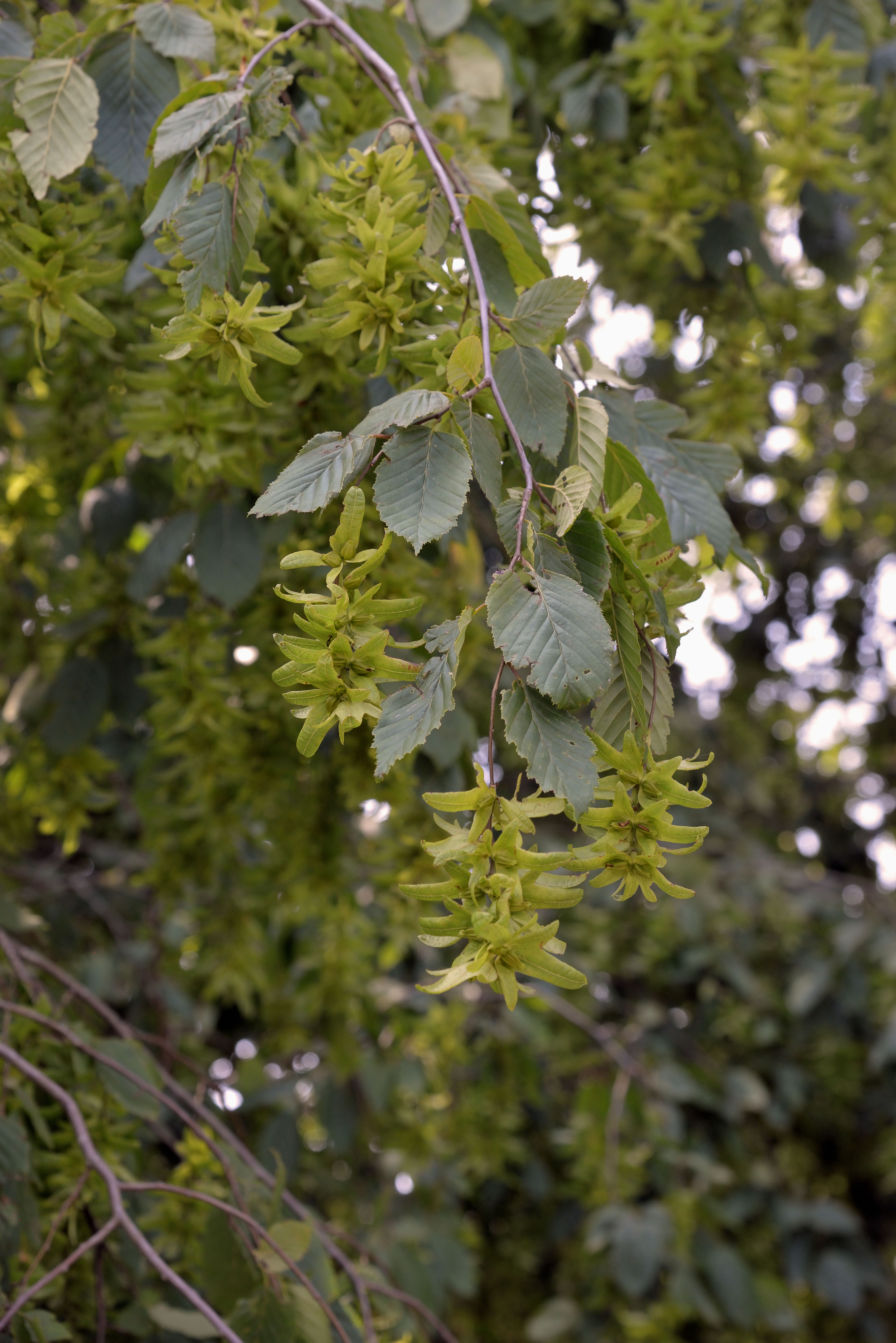
vruchten
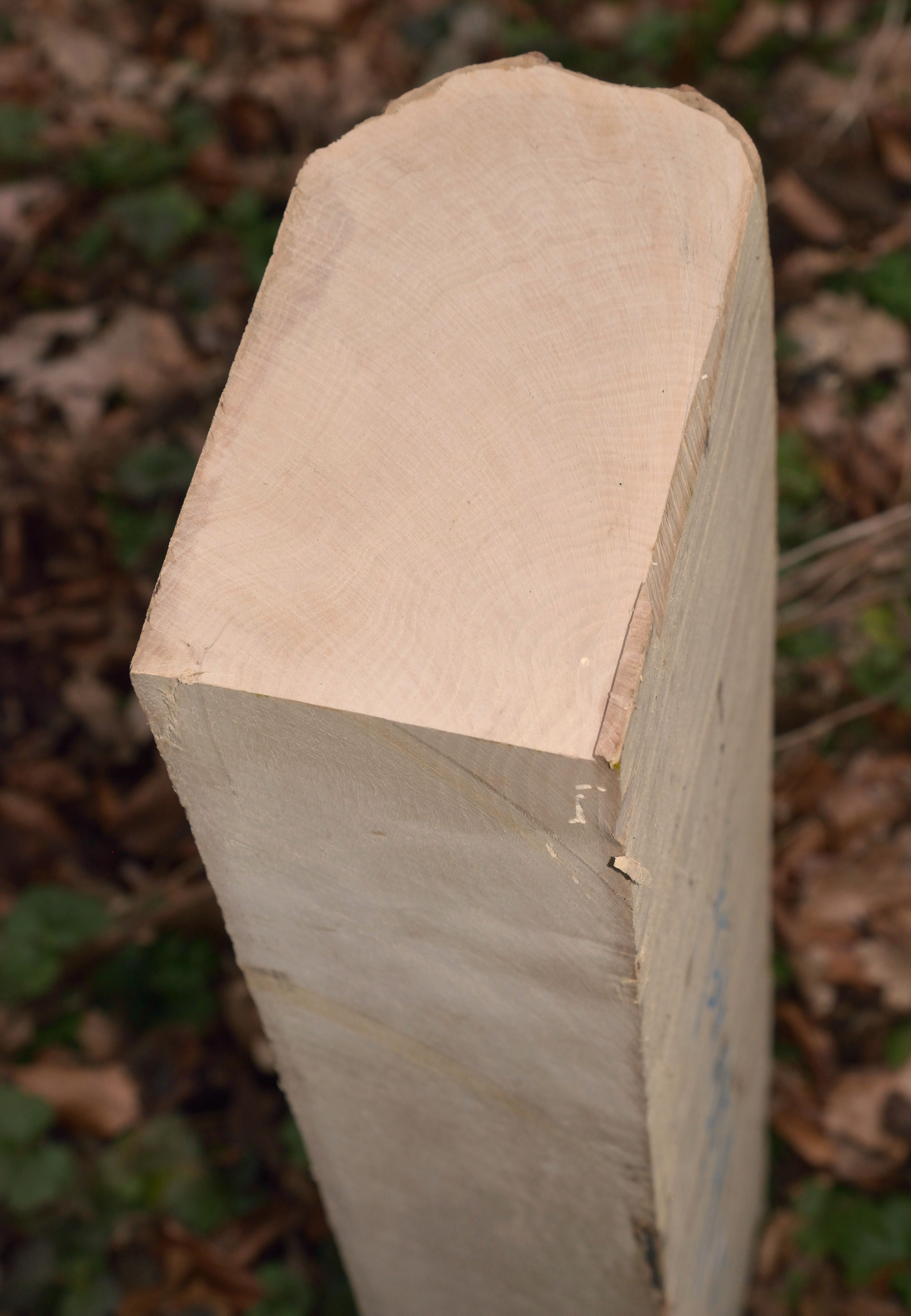
Hout

... · 
C. betulus (haagbeuk) · 
C. cordata (hartbladige haagbeuk) · 
C. orientalis (oosterse haagbeuk) · 
...